# Pseudoromicia tenuipinnis
Pseudoromicia tenuipinnis — вид рукокрилих ссавців із родини лиликових.

## Середовище проживання
Цей вид широко поширений на південь від Сахари у Західній, Центральній і Східній Африці, зустрічається на висотах до 3200 м над рівнем моря. Цей вид був записаний з різних місць проживання, від низинних і гірських вологих тропічних лісів, до вологих саван, сухих тропічних лісів і мангрових заростей. Місця спочинку включають дахи, карнизи будинків і невеликі тріщини в будинках, з природних об'єктів мабуть дупла дерев або під корою.

## Загрози та охорона
Здається, немає серйозних загроз для цього виду. Поки не відомо, чи вид присутній в будь-якій з природоохоронних територій.